# Eishockey in Kempten
Die Geschichte der Sportart Eishockey in Kempten begann beim TSV Kottern-St. Mang von Kempten (Allgäu). Über einen längeren Zeitraum waren die Mannschaften bei der EA Kempten angesiedelt, wobei es noch weitere Mannschaften in Kempten gab. 2007 wurde für den Spielbetrieb der Verein ESC Kempten gegründet.

## Geschichte

### 1950/1951 bis 1983
Nachdem schon 1950 Eishockeymannschaften in Kempten existierten, schlossen sich diese 1951 dem TSV Kottern-St. Mang an, spielten bis zur Fertigstellung des Kunsteisstadions auf Natureis und konnten 1976 die Bayerische Landesliga-Meisterschaft erringen. Nachdem 1977 dieses in Kempten fertiggestellt wurde, spielte die Eishockeyabteilung des TSV ab 1978/79 unter dem EA Kempten-Kottern in einer ähnlichen Struktur wie die EA Schongau weiter. Nach der Bayerischen Vizemeisterschaft spielte die Mannschaft erstmals ab der Saison 1979/80 im höherklassigen Ligenspielbetrieb in der Regionalliga Süd mit.
Seit der Saison 1981/82 spielten die Mannschaften entweder in der alten 2. Liga Süd oder in der Oberliga Süd mit.

### 1983 bis 2000
Im Sommer 1983 trennte sich die Eishockeyabteilung vom TSV Kottern und wurde unter dem Namen EA Kempten (Eissport-Athletik Kempten (im Allgäu) e. V.) ein eigenständiger Verein. Beim TSV Kottern blieb weiterhin eine Amateurmannschaft erhalten, die erst ab der Saison 1985/86 wieder am Ligenspielbetrieb in den unterklassigen Ligen des Bayerischen Eissportverbandes teilnahm.
Nachdem im Sommer 1987 ein Konkursverfahren für die EA Kempten zu überstehen war, wurde von Vereinsseite die Zurückstufung der Mannschaft für die Saison 1987/1988 in die Regionalliga Süd veranlasst.
In der Saison 1993/94 stieg die Mannschaft aus der Oberliga ab und wurde 1994 im Rahmen der Einführung der DEL in die unterklassigen Ligen des Bayerischen Eissportverbandes eingestuft. Erst zur Saison 1999/2000 (Bayr. Vizemeister 1999) gelang wieder der Aufstieg in die Regionalliga Süd.
Mindestens in der Saison 1987/88 und 1988/89 nahm in der Landesliga Bayern auch der SV Cambodunum Kempten am Spielbetrieb teil, bei welchem bis zur Saison 1990/91 auch eine Damenmannschaft angesiedelt war.

### 2000 bis 2002
Als in der Saison 2000/01 die finanziellen Probleme bei der EA Kempten immer größer wurden, wurde als dritter Verein zur EA Kempten und dem TSV Kottern der Eishockeyclub (EC) Kempten gegründet.
Für die Saison 2001/02 nahm der EC Kempten zusätzlich zu den beiden anderen Vereinen mit einer Seniorenmannschaft in untersten Liga des Bayerischen Eissportverbandes, der Bezirksliga Bayern, am Spielbetrieb teil, zog diese aber schon nach einer Saison vom Spielbetrieb zurück.

### 2002 bis 2004
Im Frühjahr 2002 ging die EA Kempten unter Insolvenzverwaltung und die Profimannschaft wurde in die Kempten Eisbären GmbH ausgelagert, die an der Oberliga 2002/03 teilnahm. Nachwuchs und Amateurteam spielten weiterhin unter dem Verein EA Kempten.
Nachdem die Profimannschaft 2003/04 aus der Oberliga abgestiegen war, war geplant das Insolvenzverfahren für die EA Kempten bis zum 30. Juni 2004 abzuschließen und eine Seniorenmannschaft für die Bayernliga zu melden. Dieser Versuch misslang aber.

### Ab 2004/05
In der Saison 2004/05 meldete die Eishockeyabteilung des TSV Kottern zusätzlich zu ihrer Seniorenmannschaft, die an der fünftklassigen Landesliga Bayern teilnahm, auch die Nachwuchsmannschaften der EA Kempten unter ihrem Namen zum Spielbetrieb.

### Zwischen 2007 und 2017
Im April 2007 wurde das Ende der Sportart Eishockey beim TSV Kottern bekannt. Anfang Mai 2007 wurde mit dem ESC Kempten ein neuer Verein gegründet, um auch in der Saison 2007/08 den Spielbetrieb fortsetzen zu können. Der Verein hat mittlerweile 240 Mitglieder. (Stand 12. September 2012)
In der ersten Saison nahm der ESC Kempten mit seiner Seniorenmannschaft an der sechstklassigen Bezirksliga Bayern und mit den Nachwuchsmannschaften am Spielbetrieb teil und wurde verlustpunktfrei Meister der Bezirksliga West und war somit sportlich in die Landesliga aufgestiegen. Das Finale um die Bayerische Bezirksliga-Meisterschaft verlor der ESC Kempten in zwei Spielen gegen den SC Gaißach und war somit Vizemeister der Bayerischen Bezirksliga 2007/2008.
In der Folgesaison 2008/2009 nahm die Mannschaft des ESC Kempten an der Landesliga West teil und belegte in der Vorrunde der Gruppe West den 7. Platz. In der anschließenden Abstiegsrunde schaffte der ESC den Klassenerhalt und belegte den 5. Platz. 2009/2010 verpasste der Verein in der Landesliga West als Fünfter nur knapp die Aufstiegsrunde. In der folgenden Abstiegsrunde der Landesliga Süd/West belegte der ESC Kempten den 1. Platz.
In der nächsten Saison 2010/2011 konnte der ESC Kempten die neu zusammengesetzte Landesliga Süd/West mit dem 4. Platz von 15 Mannschaften abschließen. Von den alten Mannschaften der Landesliga West belegt der ESC Kempten den 2. Platz hinter der EA Schongau. Erneut verpasste der ESC 2011/2012 in der Landesliga Süd/West mit dem 5. Platz von 14 Mannschaften knapp die Play-offs zur Bayernliga.
Die Saison 2012/2013 der Landesliga Süd/West mit 15 Mannschaften beendete der ESC Kempten mit dem 4. Platz. Dies ist die bis dato nach der Saison 2010/2011 die beste Platzierung des ESC Kempten in der noch jungen Vereinsgeschichte. In der Saison 2013/2014 beendeten die Sharks die Runde mit einem 9. Platz von 14 Mannschaften.
Die Saison 2014/2015 beendete der ESC Kempten die Runde mit einem 10. Platz von 14 Mannschaften.
In der Saison 2015/2016 beendete der ESC die Vorrunde mit dem 5. Platz. In der Abstiegsrunde belegte der ESC den 6. Platz von 8 Mannschaften und blieb am grünen Tisch als Nachrücker für den EC Oberstdorf auch in der kommenden Saison in der Landesliga.

### Seit der Saison 2017/18
Anfang der Saison 2017/18 wurde der Verein neu strukturiert und erreichte in den folgenden drei Jahren die Aufstiegsrunde zur Bayernliga. Im Frühjahr 2020 wurde der Aufstieg erreicht. Die wiederkehrenden sportlichen Erfolge entfachten in der Stadt Kempten eine neue Eishockey-Euphorie, die sich auch in einer deutlichen Steigerung der Zuschauerzahlen (zwei Mal über 2000 Zuschauer) widerspiegelte.

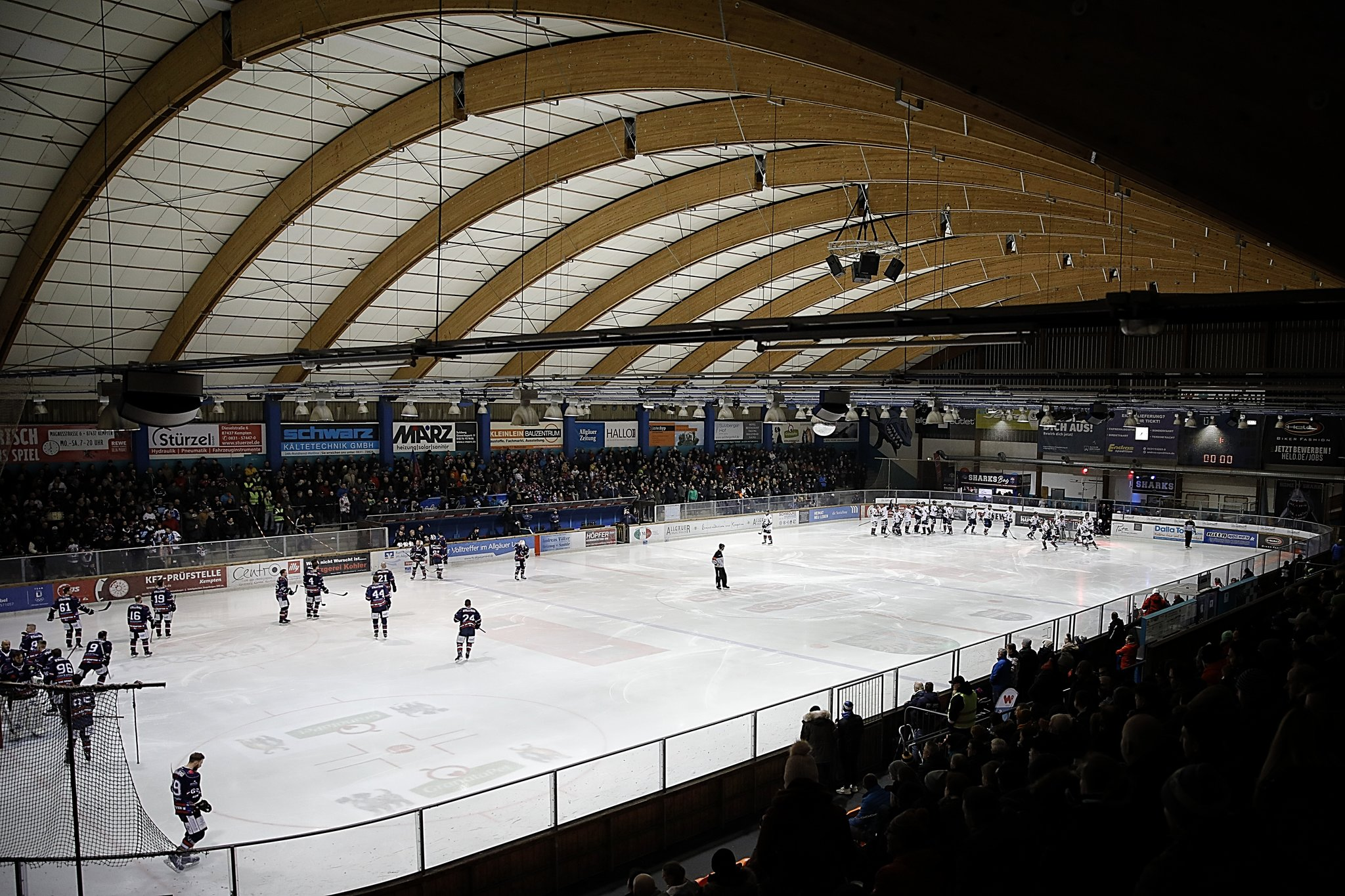
Die ABW Arena - Stadion der ESC Kempten Sharks

### Erfolge
| - Aufstieg in die 2. Bundesliga 1981 - Vizemeister Oberliga Süd 1981 - Aufstieg in die Oberliga 1980, 1989, 2002 - Deutscher Regionalliga-Meister 1980 - Meister Regionalliga Süd 1980 - Bayerischer Vizemeister/4. Liga 1996 - Aufstieg in die Regionalliga 1979, 1995, 2020 - Bayerischer Vizemeister 1979, 1999 - Westbayerischer Meister 1999 | - Bayernliga Hauptrundensieger 1999 - Bayerischer Landesliga-Meister 1995 - Bayerischer Landesliga-Meister S/W 1995 - Bayr. Landesliga-Natureismeister 1976 - Bayerische-Landesliga-Vizemeister 1994, 2020 - Vizemeister Bayerische-Landesliga S/W 2018, 2019 - Vizemeister Bayerische-Bezirksliga 2008 - Meister Bayerische-Bezirksliga West 2008 - Aufstieg in die Bayernliga 2020 |

## Spielzeiten seit 1975
| Saison    | Vereinsname        | Liga                | Vorrunden- Platzierung | weitere Runden                                        | Platzierung   | Zuschauer Ø |
| --------- | ------------------ | ------------------- | ---------------------- | ----------------------------------------------------- | ------------- | ----------- |
| 1975/76   | EA Kempten/Kottern | BLL Natureis        | Meister                |                                                       |               |             |
| 1976/77   | EA Kempten/Kottern | BLL Natureis        |                        |                                                       |               |             |
| 1977/78   | EA Kempten/Kottern | Landesliga          | 4                      | Aufstieg Bayernliga                                   |               |             |
| 1978/79   | EA Kempten/Kottern | Bayernliga          | Vizemeister            | Aufstieg Regionalliga                                 |               |             |
| 1979/80   | EA Kempten/Kottern | Regionalliga Süd    | Meister                | Deutscher-Regionalliga                                | Meister       |             |
| 1980/81   | EA Kempten/Kottern | Oberliga Süd        | Vizemeister            | Aufstiegsrunde Gruppe 2                               | 1. (4)        |             |
| 1981/82   | EA Kempten/Kottern | 2. Bundesliga Süd   | 7. (8)                 | Relegation zur 2. Liga                                | 2. (6)        |             |
| 1982/83   | EA Kempten/Kottern | Oberliga Süd        | 4. (18)                | Aufstieg zur 2. Liga                                  | 2.            |             |
| 1983/84   | EA Kempten         | 2. Bundesliga Süd   | 4. (10)                | Endrunde zur 1. Liga                                  | 6. (6)        |             |
| 1984/85   | EA Kempten         | 2. Bundesliga Süd   | 5. (10)                | Qualifikation zur 2. Liga                             | 2. (7)        |             |
| 1985/86   | EA Kempten         | 2. Bundesliga Süd   | 9. (10)                | Qualifikation zur 2. Liga Gruppe A                    | 1. (8)        |             |
| 1986/87   | EA Kempten         | 2. Bundesliga Süd   | 8. (10)                | Qualifikation zur 2. Liga Gruppe A, Rückzug in die RL | 8. (8)        |             |
| 1987/88   | EA Kempten         | Regionalliga Süd    | 3. (12)                | Qualifikation zur Oberliga                            | 5. (8)        |             |
| 1988/89   | EA Kempten         | Regionalliga Süd    | 4. (12)                | Qualifikation zur Oberliga                            | 4. (7)        |             |
| 1989/90   | EA Kempten         | Oberliga Süd        | 14. (14)               | Qualifikation zur Oberliga Gruppe A                   | 3. (7)        |             |
| 1990/91   | EA Kempten         | Oberliga Süd        | 11. (16)               | Qualifikation zur Oberliga Gruppe A                   | 2. (8)        |             |
| 1991/92   | EA Kempten         | Oberliga Süd        | 7. (16)                | Süd Meisterrunde                                      | 8. (8)        |             |
| 1992/93   | EA Kempten         | Oberliga Süd        | 11. (18)               | Qualifikation zur Oberliga Gruppe B                   | 2. (8)        |             |
| 1993/94   | EA Kempten         | Oberliga Süd        | 15. (16)               | Qualifikation zur Oberliga Gruppe B                   | 8. (8)        |             |
| 1994/95   | EA Kempten         | Landesliga West     | Meister                | Bayerischer-Landesliga                                | Meister       |             |
| 1995/96   | EA Kempten         | Bayernliga/4. Liga  | Vizemeister            | Play-off zur Regionalliga                             | 3             |             |
| 1996/97   | EA Kempten         | Bayernliga/4. Liga  | 7                      | Abstiegsrunde                                         |               |             |
| 1997/98   | EA Kempten         | Bayernliga/4. Liga  | 3                      | Meisterrunde                                          |               |             |
| 1998/99   | EA Kempten         | Bayernliga          | Meister/West           | BYL-Vizemeister RL-Quali                              | 1             |             |
| 1999/2000 | EA Kempten         | Regionalliga Süd    | 3. (12)                | Qualifikation zur Oberliga 11. (12)                   |               |             |
| 2000/01   | EA Kempten         | Regionalliga Süd    | 7. (12)                | Play-down                                             |               |             |
| 2001/02   | EA Kempten         | Regionalliga Süd    | 5. (12)                | Play-off                                              | Viertelfinale |             |
| 2002/03   | EA Kempten         | Oberliga Süd        | 8. (10)                | Qualifikation Oberliga                                | 8. (10)       |             |
| 2003/04   | EA Kempten         | Oberliga Süd        | 9. (10)                | Qualifikation zur Oberliga                            | 10. (10)      |             |
| 2004/05   | TSV Kottern        | Landesliga West     | 4                      | BLL-Meisterrunde Gr. 2                                | 4             |             |
| 2005/06   | TSV Kottern        | Landesliga West     | 6                      | Qualifikation Landesliga                              | 1             |             |
| 2006/07   | TSV Kottern        | Landesliga West     | 6                      | Qualifikation Landesliga                              | 3             |             |
| 2007/08   | ESC Kempten        | Bezirksliga West    | Meister                | Vizemeister Bezirksliga Bayern                        | 2.            |             |
| 2008/09   | ESC Kempten        | Landesliga West     | 7                      | Abstiegsrunde Süd/West                                | 5             | 202         |
| 2009/10   | ESC Kempten        | Landesliga West     | 5                      | Abstiegsrunde Süd/West                                | 1             | 208         |
| 2010/11   | ESC Kempten        | Landesliga Süd/West | 4. (15)                |                                                       |               | 140         |
| 2011/12   | ESC Kempten        | Landesliga Süd/West | 5. (14)                |                                                       |               | 244         |
| 2012/13   | ESC Kempten        | Landesliga Süd/West | 4. (15)                |                                                       |               | 249         |
| 2013/14   | ESC Kempten        | Landesliga Süd/West | 9. (14)                |                                                       |               | 211         |
| 2014/15   | ESC Kempten        | Landesliga Süd/West | 10. (14)               |                                                       |               | 251         |
| 2015/16   | ESC Kempten        | Landesliga Süd      | 5. (8)                 | Abstiegsrunde                                         | 6             | 261         |
| 2016/17   | ESC Kempten        | Landesliga Süd      | 6. (8)                 | Abstiegsrunde                                         | 6             | 333         |
| 2017/18   | ESC Kempten        | Landesliga Süd/West | Vizemeister            | Aufstiegsrunde                                        | 5. Gr. D      | 323         |
| 2018/19   | ESC Kempten        | Landesliga Süd/West | Vizemeister            | Aufstiegsrunde                                        | 6. Gr. C      | 493         |
| 2019/20   | ESC Kempten        | Landesliga Süd/West | 3. Platz               | Bayernliga Aufsteiger                                 | Vizemeister   | 778         |
| 2020/21   | ESC Kempten        | Regionalliga (BYL)  | (7. Platz)             | Ende nach 7 Spieltagen (Covid–19)                     | –             | –           |
| 2021/22   | ESC Kempten        | Regionalliga (BYL)  | 7. Platz               | Playoffs                                              | 4. Platz      | 410         |
| 2022/23   | ESC Kempten        | Regionalliga (BYL)  | 8. Platz               | Playoffs                                              | Viertelfinale | 538         |
| 2023/24   | ESC Kempten        | Regionalliga (BYL)  | 5. Platz               | Playoffs                                              | Viertelfinale | 906         |
| 2024/25   | ESC Kempten        | Regionalliga (BYL)  | 10. Platz              | Playoffs                                              | Pre-PO        | 913         |